# 南部町立名久井小学校
南部町立名久井小学校（なんぶちょうりつ なくいしょうがっこう）は、青森県三戸郡南部町平にあった公立小学校。児童数は151人（2020年現在）。

## 概要
旧名川町の一部を学区とした。町内で最大の小学校（2011年現在）であった。主な進学先は、学区内の南部町立名川中学校である。

## 沿革
- 1876年（明治9年） - 上名久井尋常高等小学校創立、下名久井尋常高等小学校開設。
- 1877年（明治10年） - 平尋常高等小学校創立。
- 1924年（大正13年） - 上名久井、下久井、平の各尋常高等小学校を統合し、名久井尋常小学校を創立。同時に、横沢分教場と法光寺分教場を設置する[2]。
- 1941年（昭和16年）4月1日 - 国民学校令により、名久井国民学校と改称。
- 1947年（昭和22年）4月1日 - 学校教育法により、名久井村立名久井小学校と改称。
- 1955年（昭和30年）7月29日 - 町村合併により、名川町立名久井小学校と改称。
- 1960年（昭和35年）6月28日 - 校舎増築工事竣工。
- 1961年（昭和36年）5月8日 - 講堂172坪竣工。
- 1971年（昭和46年）10月 - プール完成。
- 1973年（昭和48年）11月20日 - 統合名久井小学校第1期工事（本校舎）着工。
- 1974年（昭和49年）12月31日 - 統合名久井小学校第2期工事（本校舎）完了。
- 1975年（昭和50年）
  - 4月1日 - 横沢小学校（旧横沢分教場）、法光寺小学校（旧法光寺分教場）を統合。同日、スクールバス2台購入。
  - 5月1日 - 統合名久井小学校屋内体操場着工。
  - 9月 - 名久井小学校創立100周年記念式典挙行。
- 2006年（平成18年）1月1日 - 町村合併により、南部町立名久井小学校と改称。
- 2015年（平成27年）12月 - 体育館改修工事完了。
- 2016年（平成28年）12月 - 校舎大規模改修工事終了。
- 2022年（令和4年）10月22日 - 閉校式典挙行[3]。
- 2023年（令和5年）4月 - 名川地区小学校統合により閉校[4]。なお、名川地区統合小学校「名川小学校」は、本校の施設を使用する[5]。

## 部活動
- 陸上競技部
- 野球部
- バスケットボール部
- サッカー部
- 相撲部
- 書道部
- 金管バンド部

## 学区
下名久井、高瀬、上名久井、平、法光寺（字日渡を除く）。

## アクセス
- なんぶ里バス「名久井小学校通」バス停下車後、徒歩約70m・約1分。
- 南部町立名川中学校から、徒歩約280m・約4分。

## 周辺
- 南部町立名川中学校
- 学校給食センター
- ふるさと運動公園
- B&G海洋センター
- 国保南部町医療センター

## 参考資料
- 『名川町誌 第一巻 本編Ⅰ』（名川町・平成5年8月31日発行）「第五章 近・現代、第十一節 合併後さらに発展・充実する名川町」685頁～699頁